# انس الزنیتی
انس الزنیتی (انگلیسی: Anas Zniti؛ زاده ۲۸ اکتبر ۱۹۸۸) یک بازیکن فوتبال اهل مراکش است. 